# Keiichi Tsuchiya
Keiichi Tsuchiya (土屋圭市, Tsuchiya Keiichi, Tomi, 30 de janeiro de 1956) é um automobilista profissional de drift japonês, assim como editor de uma revista em vídeo chamada "Best Motoring", que mostra testes de rua com carros japoneses novos, incluindo uma edição especial bimestral chamada de "Hot Version", a qual foca-se nas performances dos veículos modificados. Tsuchiya é conhecido como o Rei do Drift ("Drift King") ou Dori Kin pelo uso não-tradicional do drift em corridas não-drift e isto fez com que o drift se tornasse um esporte. Ele também é conhecido também por motorista de Touge (estradas de montanhas). O carro que lhe tornou famoso e que mais usou foi um Toyota AE86 Sprinter Trueno.